# Muraenidae

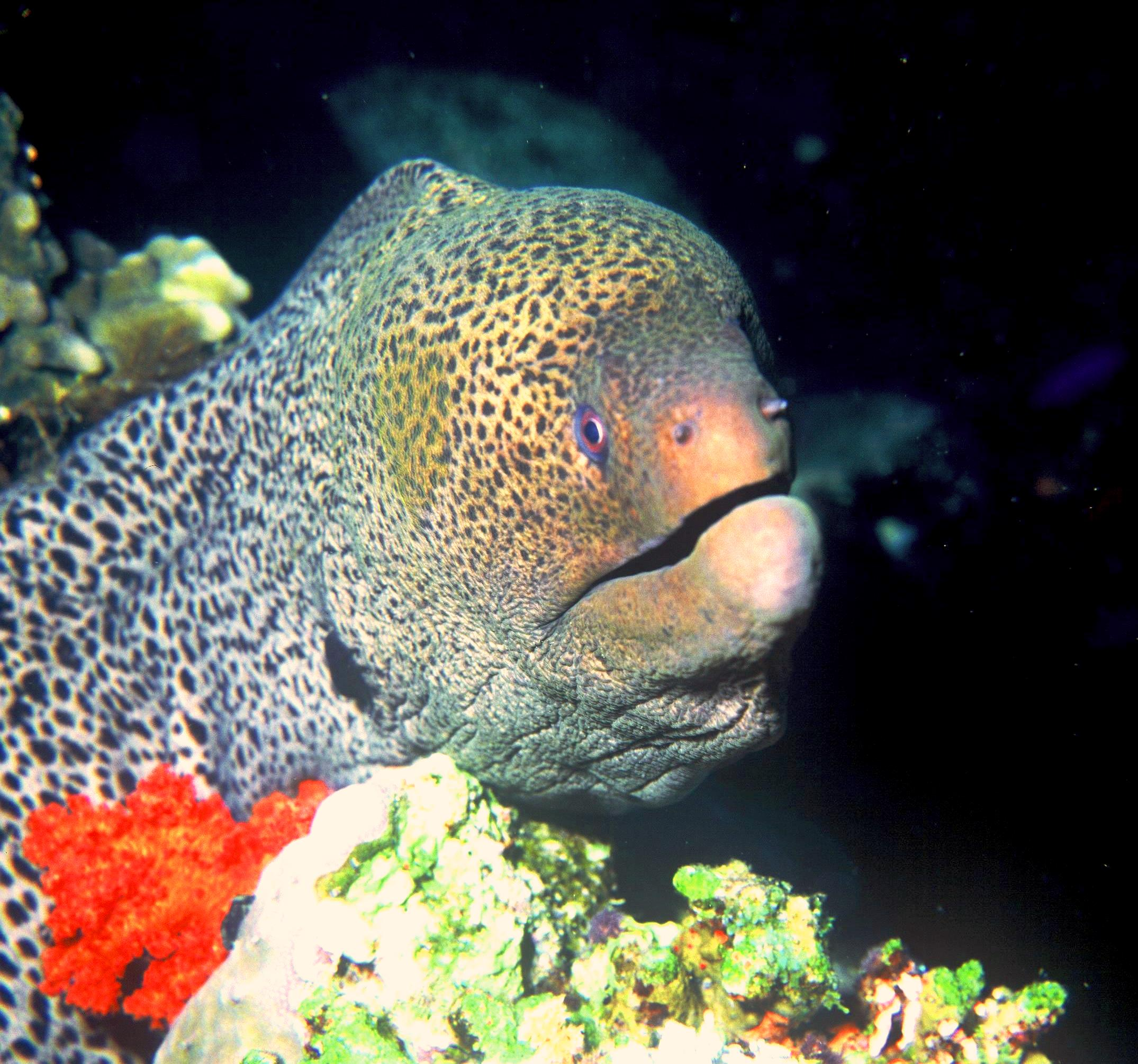
Gymnothorax javanicus.

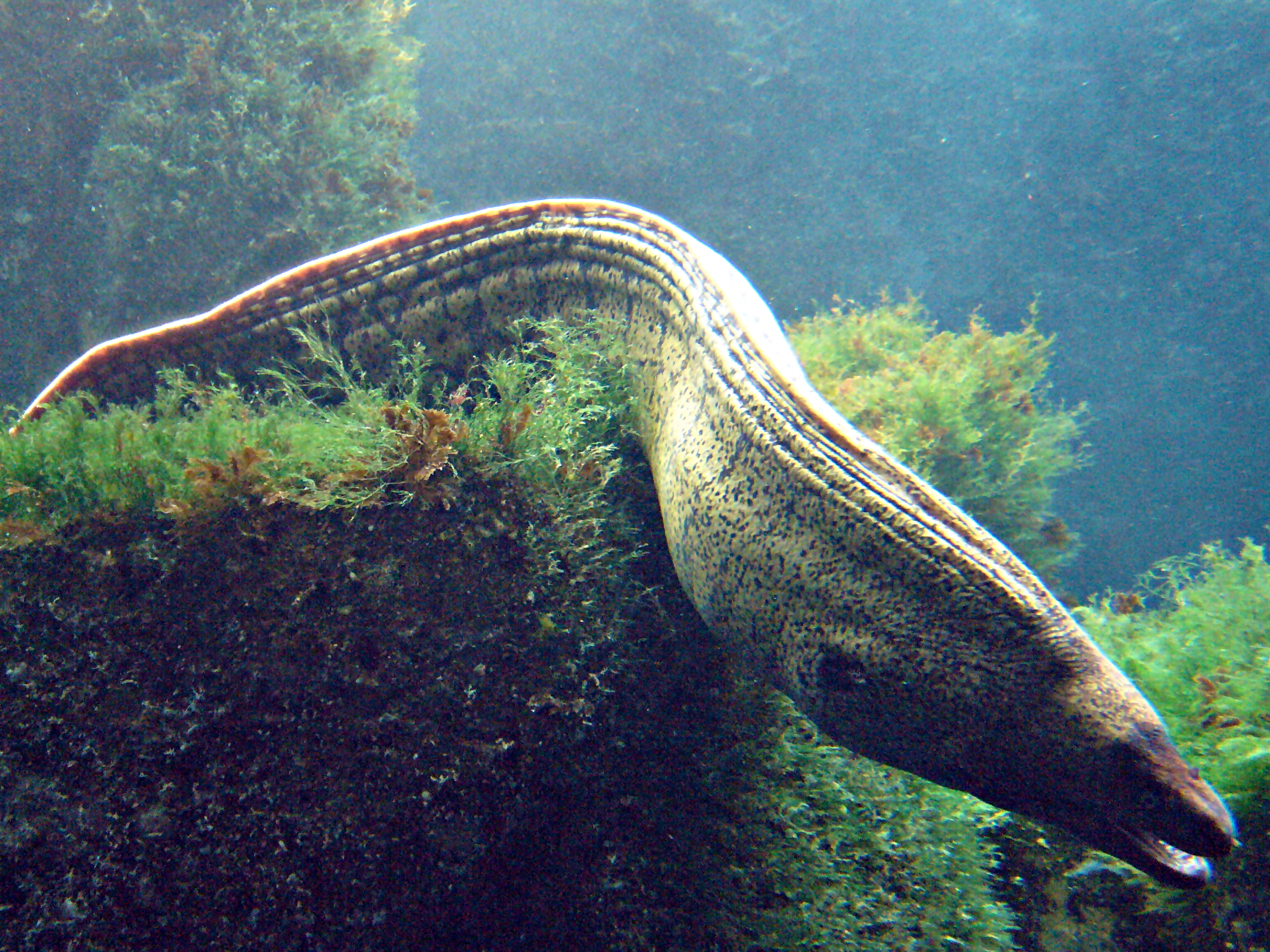
Muraena helena mostrando a morfologia típica das moreias: um robusto corpo "anguiliforme", a falta de barbatana peitoral e opérculos circulares.

Esquema do maxilares de uma moreia

Muraenidae é uma família de peixes ósseos anguiliformes, que agrupa as espécies conhecidas pelos nomes comuns de moreias e moreões.  Uma das principais características deste grupo é o corpo longo e cilíndrico, semelhante em configuração a uma serpente. Conhecem-se cerca de 200 espécies, distribuídas por 15 géneros, das quais a maior mede 4 metros de comprimento. Os murenídeos habitam cavidades rochosas e são carnívoros, caçando com base num olfacto muito apurado. Não têm escamas , para protecção, algumas espécies segregam da pele um muco que contém toxinas. A maior parte das moreias não tem barbatanas peitorais ou pélvicas. A sua pele tem padrões elaborados que servem como camuflagem.

## Descrição

### Distribuição e habitat
Muraenidae é uma família de peixes anguiliformes conhecidos vulgarmente por moreias ou moreões. Têm distribuição natural alargada nas águas tropicais, subtropicais e temperadas de todos os oceanos, particularmente nas regiões onde existam recifes coralinos.
A distribuição da família tende a ser cosmopolita, ocorrendo tanto nos mares tropicais como nos mares subtropicais e temperados, embora a sua maior riqueza em espécies se encontre nos recifes das regiões oceânicas de águas quentes. Poucas espécies vivem fora das águas tropicais e subtropicais, a não ser ocasionalmente.
Vivem a profundidades que vão desde a superfície a uma centena de metros, onde passam a maior parte do tempo dissimuladas no interior de fendas e pequenas cavernas, onde repousam durante o dia.
Apesar de muitas espécies ocorrerem regularmente em águas salobras, muito poucas espécies marinhas penetram nas águas doces, embora as espécies Gymnothorax polyuranodon e Echidna rhodochilus sejam dulçaquícolas.

### Morfologia
Sendo predadores especializados na caça junto aos fundos e nas fendas das rochas e das formações coralinas, apresentam um corpo serpentiforme, que nalgumas espécies pode atingir 4 m (embora a média seja 150 cm) de comprimento. Essa morfologia serpiforme permite penetrar em aberturas estreitas e manter uma elevada mobilidade junto ao fundo, fazendo destes animais caçadores eficazes nesse ambiente.
A barbatana dorsal inicia-se imediatamente atrás da cabeça, percorrendo todo o dorso e unindo-se à caudal e à anal. A maioria das espécies carece de barbatana peitoral e de barbatana pélvica, o que contribui para acentuar o aspecto de serpente destes peixes.
Os olhos são comparativamente pequenos face à dimensão do animal, sendo que esta característica é compensada pelo olfacto, razão pela qual as moreias e moreões dependem do seu sentido de olfacto altamente desenvolvido, mantendo-se quietos e ocultos para emboscar as suas presas.
O corpo geralmente apresenta padrões coloridos para favorecer a cripse. Em algumas espécies, até o interior da boca apresenta padrões da mesma natureza.
As mandíbulas são largas, marcando um focinho que sobressai da cabeça. A maioria apresenta grandes dentes que usam para cortar a carne ou agarrar presas que possam ser escorregadias. Um número relativamente pequeno de espécies, por exemplo as espécies Echidna nebulosa e Gymnomuraena zebra, alimentam-se principalmente de crustáceos e outros animais de concha dura, possuem molares rombos especiais para quebrar a carapaça das suas presas.
A cabeça das moreias é demasiado estreita para criar as baixas pressões no seu interior que a maioria dos peixes usa para engolir as presas. Provavelmente devido a esta característica, apresentam um segundo par de mandíbulas, localizadas na  garganta, denominadas mandíbulas faríngeas , que também apresentam dentes (como ocorre nas tilápias). Quando se alimenta, o animal desloca estas mandíbulas em direcção à boca, onde agarram a presa e a transportam para dentro da garganta e do aparelho digestivo. Estes peixes são os únicos animais que usam as mandíbulas faríngeas para capturar e reter activamente as presas.
As espécies da família Muraenidae secretam um muco protector, que em algumas espécies é venenoso, revestindo a sua pela suave e sem escamas. Apresentam uma pele muito grossa, com uma alta densidade de células caliciformes na epiderme que permitem produzir muco muito mais rapidamente que nas espécies de enguias. A presença deste muco também permite que os grão de areia adiram aos lados dos esconderijos das espécies que caçam em meio arenoso,
tornando as paredes do abrigo mais permanentes devido à glicosilação das mucinas presentes no muco.
As guelras são pequenas e circulares, localizadas nos lados posteriores da boca, o que obriga o animal a manter um espaço vazio para facilitar a respiração.
As moreias e moreões são carnívoros, alimentando-se principalmente de peixes mais pequenos, polvos, crustáceos, lulas e chocos.
Entre os poucos predadores que caçam moreias estão os meros, as barracudas e as serpentes marinhas do grupo Hydrophiidae. Algumas espécies de moreia são pescadas para uso comercial, apesar de algumas poderem produzir intoxicação por ciguatera.

## Classificação

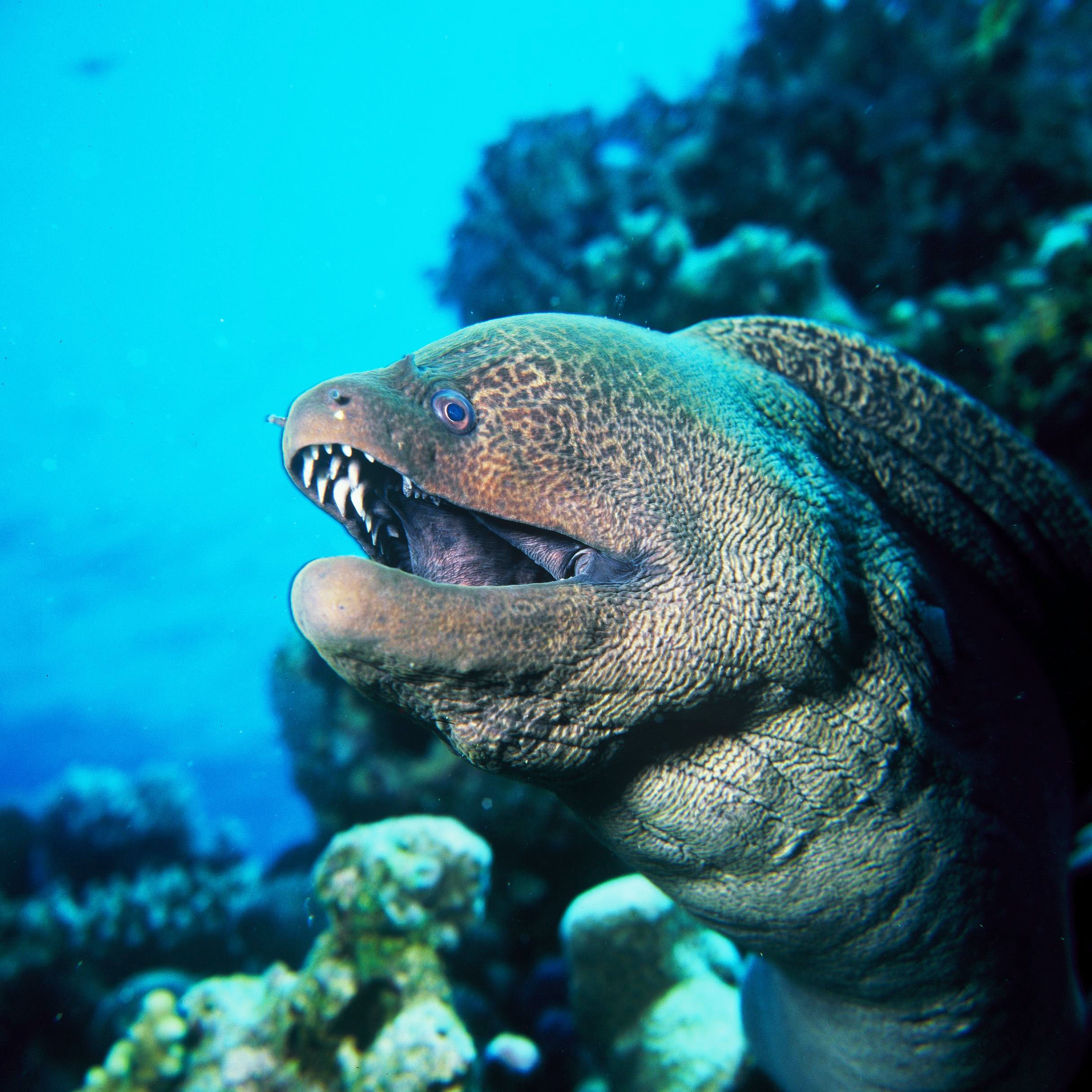
Gymnothorax javanicus, uma espécie com distribuição alargada no Indo-Pacífico tropical, é uma das espécies de maiores dimensões, podendo atingir 3 m de comprimento e pesar 70 kg.

Conhecem-se cerca de 202 espécies de moreias e moreões, repartidos por 6 géneros, o mais diverso dos quais é de longe Gymnothorax, que agrupa mais de metade das espécies de moreias que se conhecem. A família Muraenidae é composta por duas subfamílias e quinze géneros:
- Subfamília Muraeninae Rafinesque, 1815
  - Diaphenchelys McCosker & Randall, 2007 -- 1 espécie;
  - Echidna Forster, 1788 -- 11 espécies;
  - Enchelycore Kaup, 1856 -- 13 espécies;
  - Enchelynassa Kaup, 1855 -- 1 espécie;
  - Gymnomuraena Lacepède, 1803 -- 1 espécie, Gymnomuraena zebra;
  - Gymnothorax Bloch, 1795 -- 125 espécies, entre as quais Gymnothorax javanicus;
  - Monopenchelys Böhlke & McCosker, 1982 -- 1 espécie;
  - Muraena Linnaeus, 1758 -- 10 espécies;
  - Pseudechidna Bleeker, 1863 -- 1 espécie;
  - Rhinomuraena Garman, 1888 -- 1 espécie;
  - Strophidon McClelland, 1844 -- 1 espécie;
- Subfamília Uropterygiinae Fowler, 1925
  - Anarchias Jordan & Starks, 1906 -- 11 espécies;
  - Channomuraena Richardson, 1848 -- 2 espécies;
  - Cirrimaxilla Chen & Shao, 1995 -- 1 espécie;
  - Scuticaria Jordan & Snyder, 1901 -- 2 espécies;
  - Uropterygius Rüppell, 1838 -- 20 espécies.

As espécies mais comuns de moreia na costa portuguesa são:
- Muraena helena — moreia-pintada;
- Muraena augusti — moreia-preta;
- Gymnothorax unicolor — moreão;
- Gymnothorax vicinus — moreão-amarelo;
- Gymnothorax polygonius — moreia-pintada-de-natura;
- Enchelycore anatina — moreia-serpente.

As moreias recebem o nome de caramuru do povo indígena brasileiro Tupinambá e foi a alcunha dada por este povo ao português Diogo Álvares Correia, náufrago que viveu com estes índios. Em Portugal, as moreias são pescadas para alimentação.

## Galeria

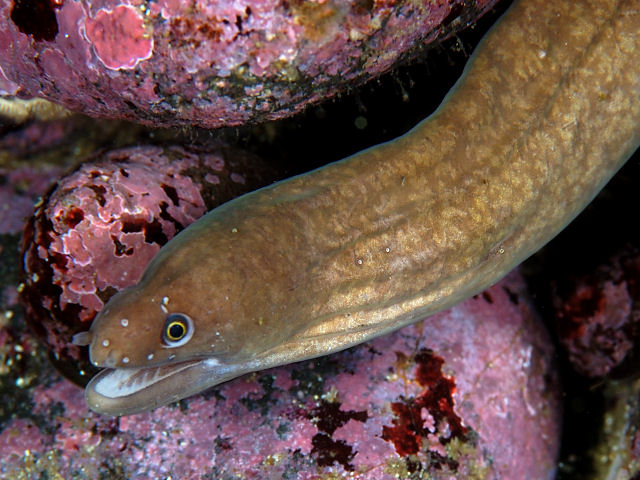
Anarchias seychellensis
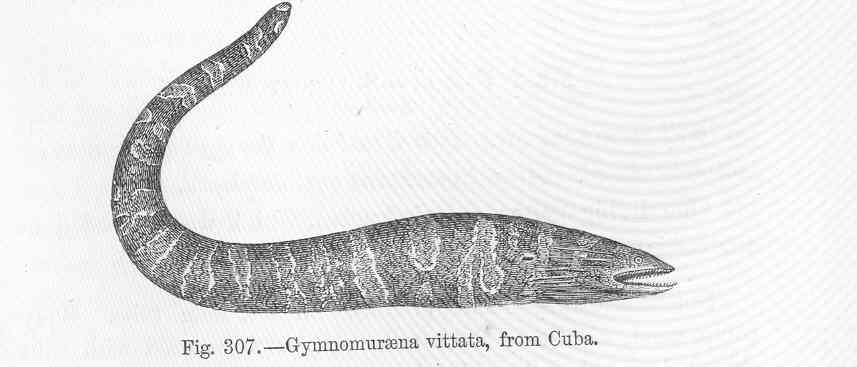
Channomuraena vittata
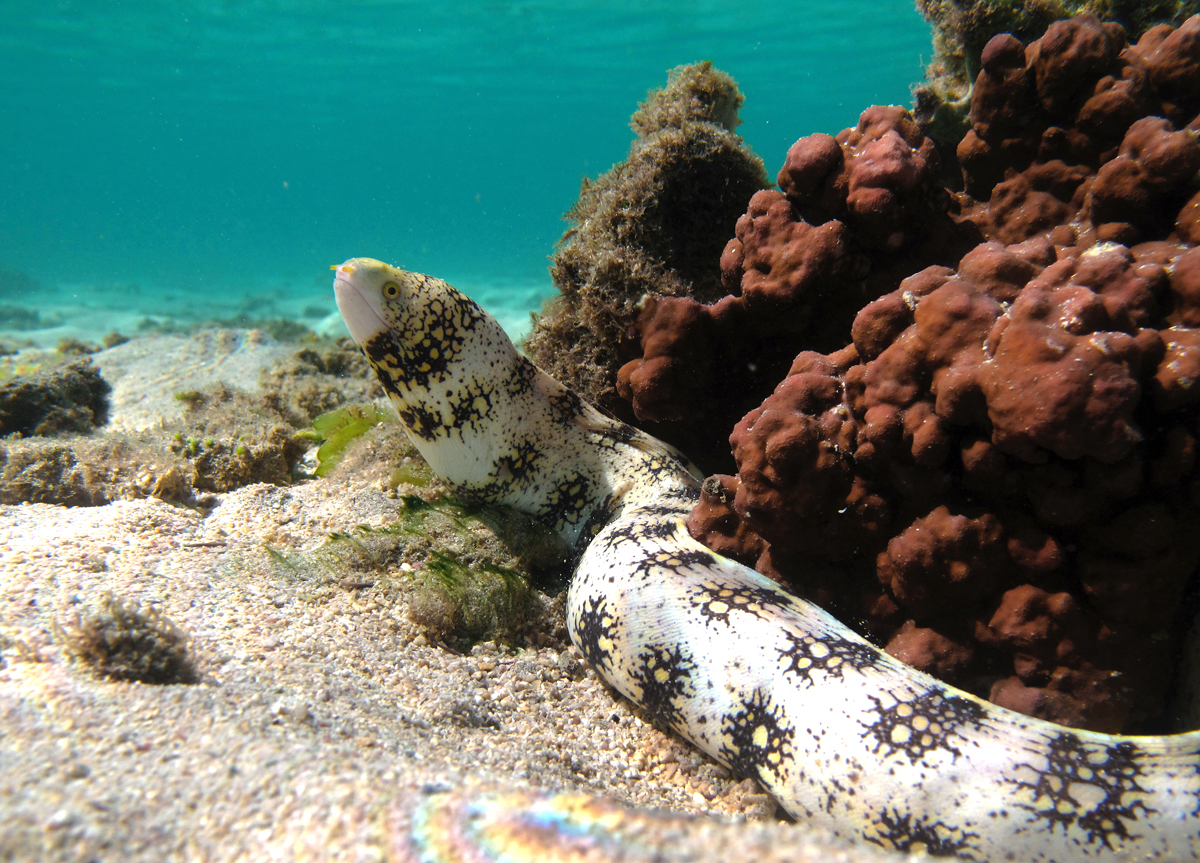
Echidna nebulosa
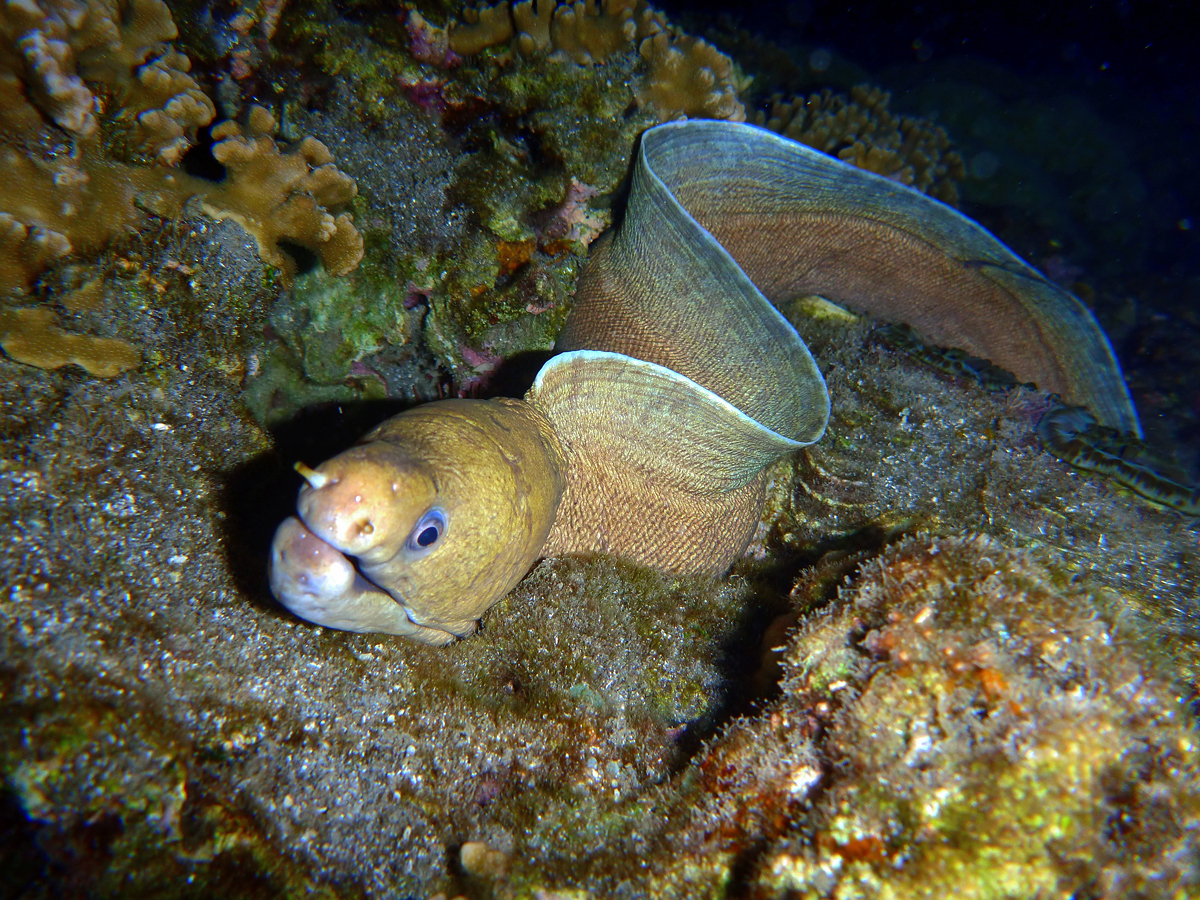
Enchelycore schismatorhynchus
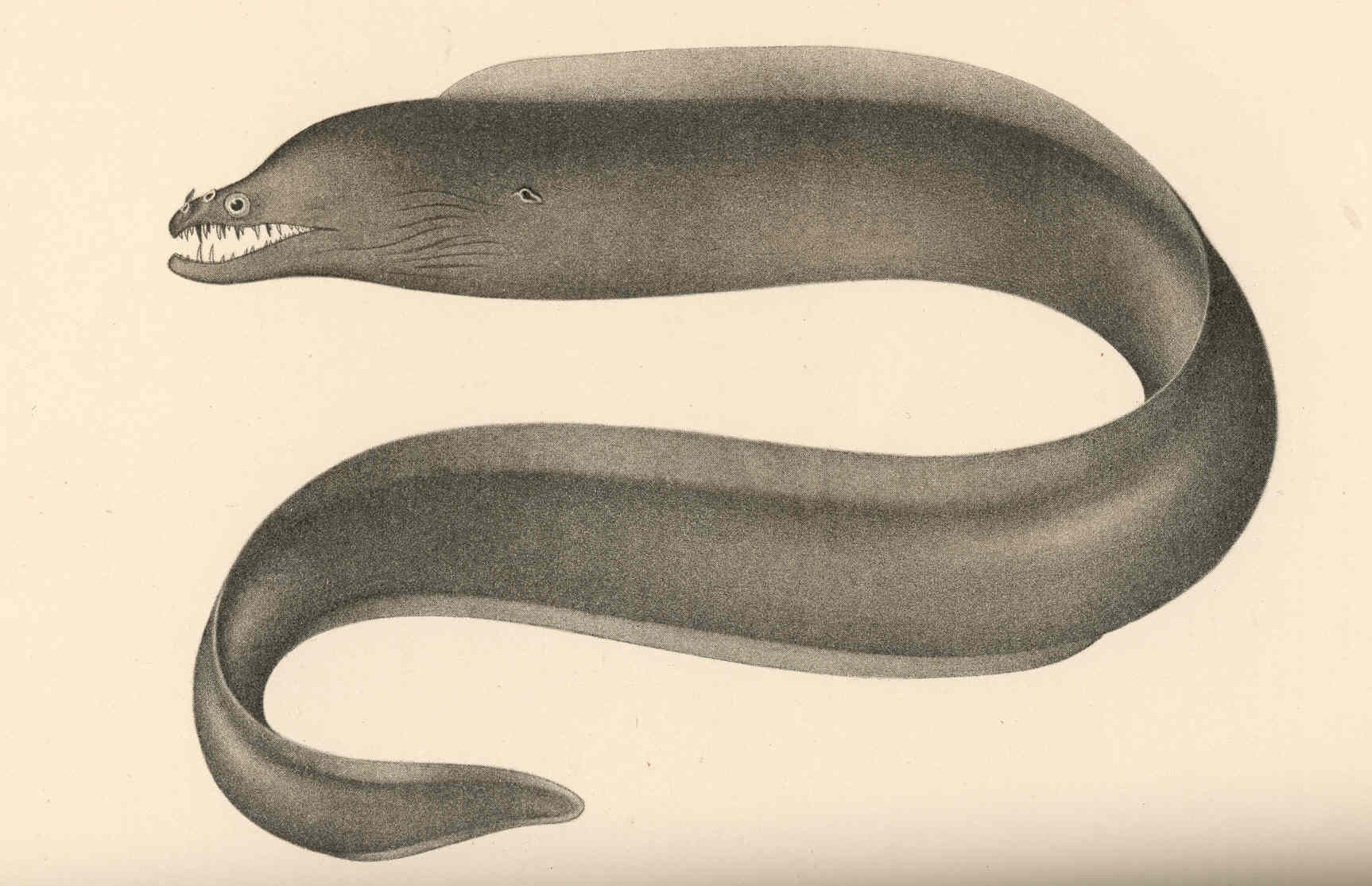
Enchelynassa vinolentus
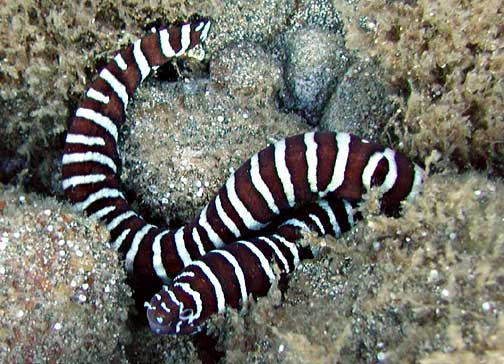
Gymnomuraena zebra
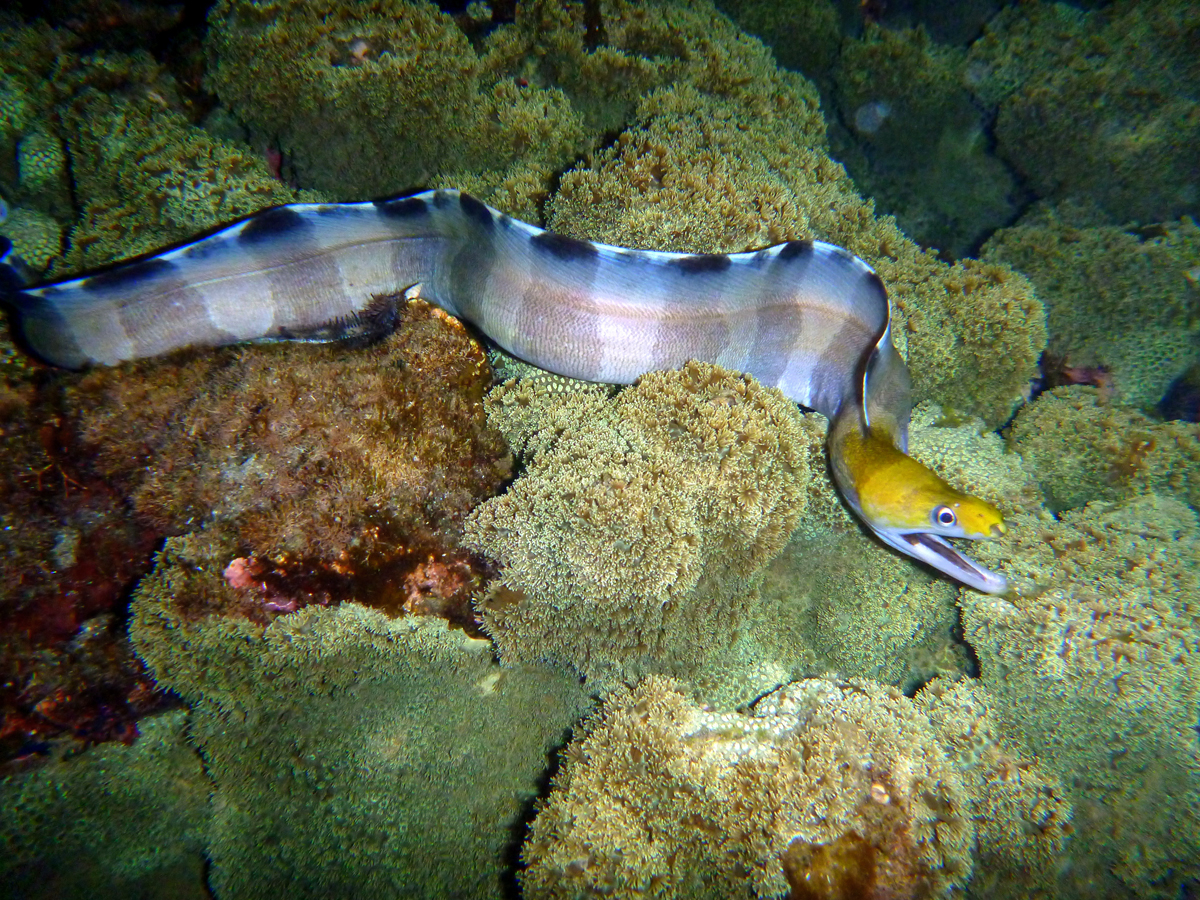
Gymnothorax rueppelliae
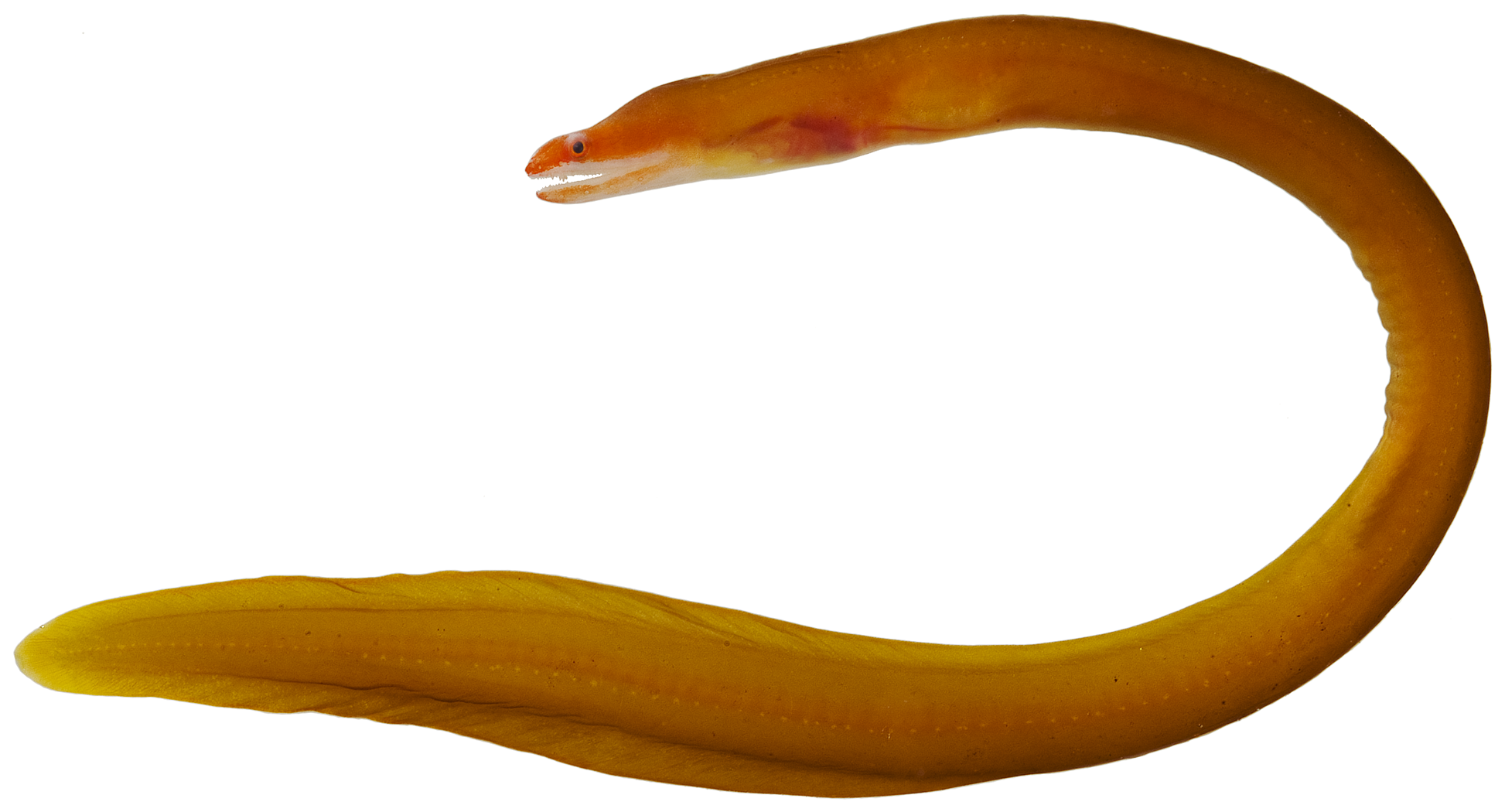
Monopenchelys acuta
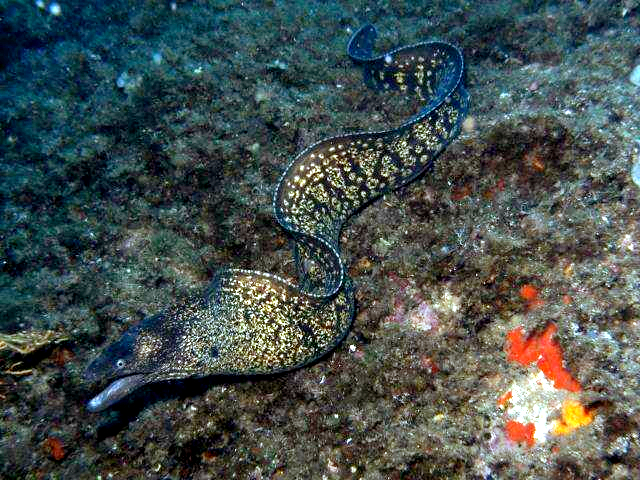
Muraena helena
Pseudechidna brummeri
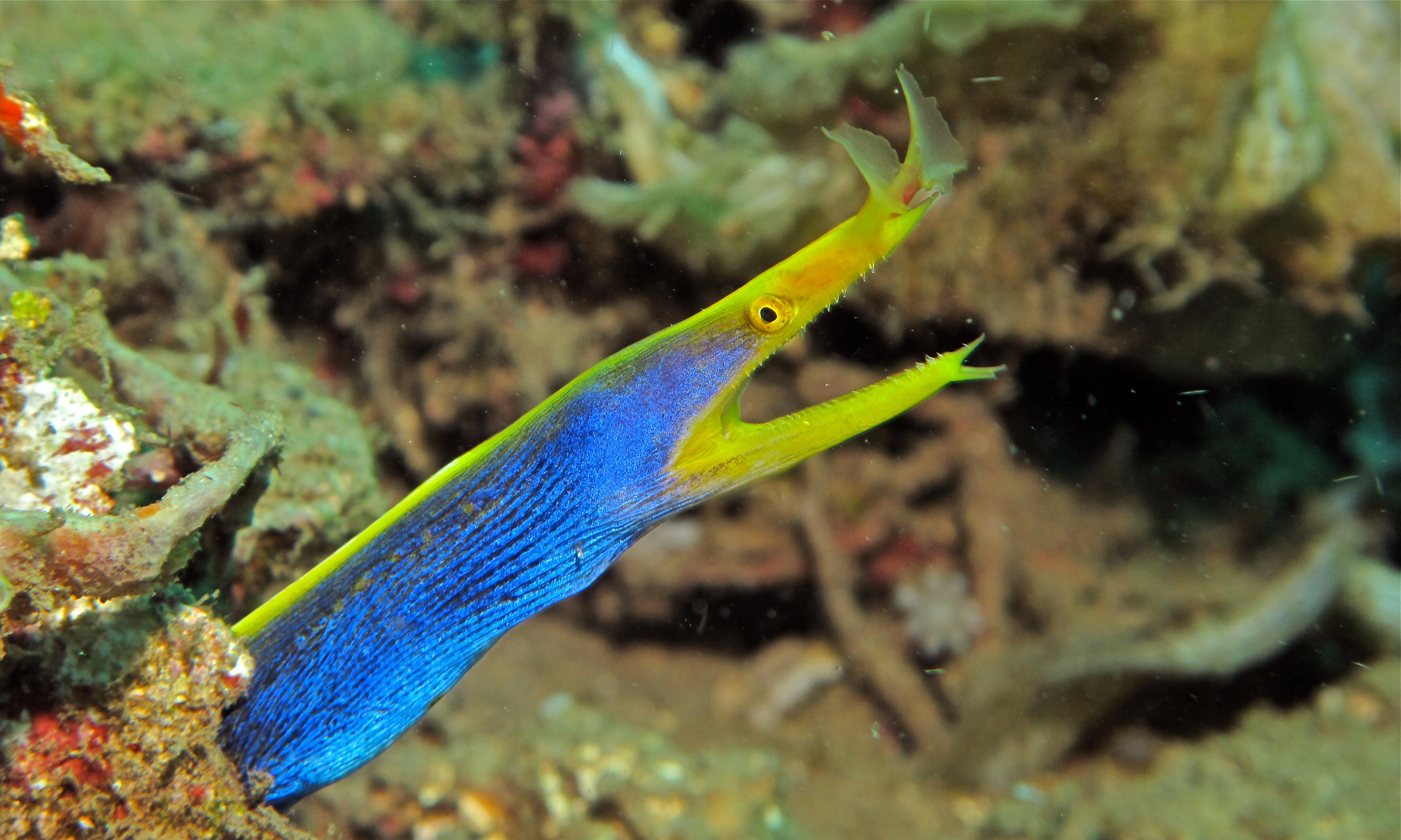
Rhinomuraena quaesita
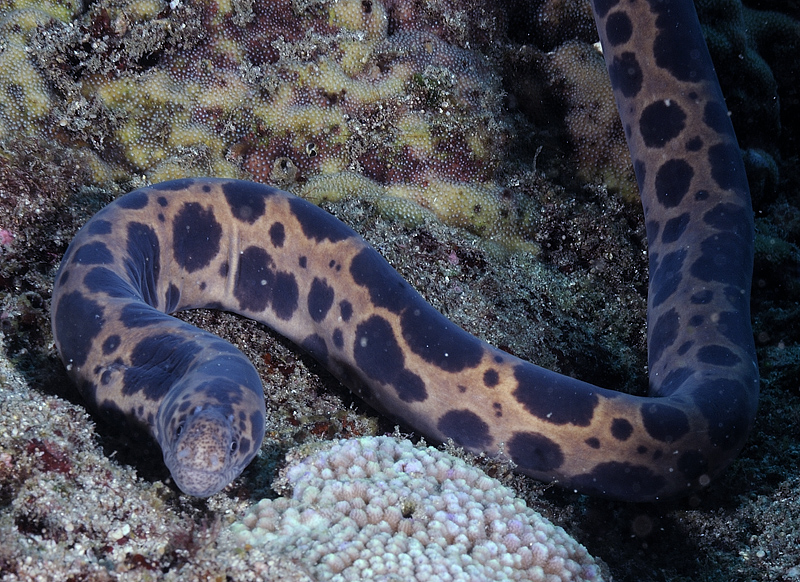
Scuticaria tigrina
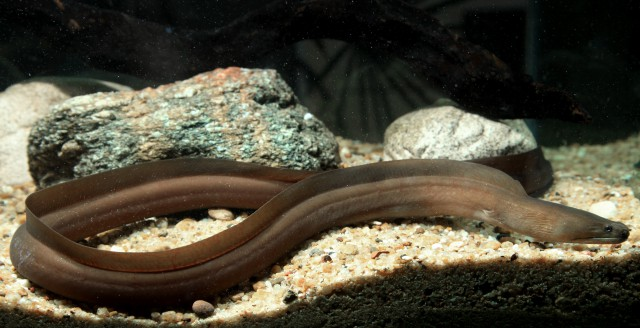
Strophidon sathete
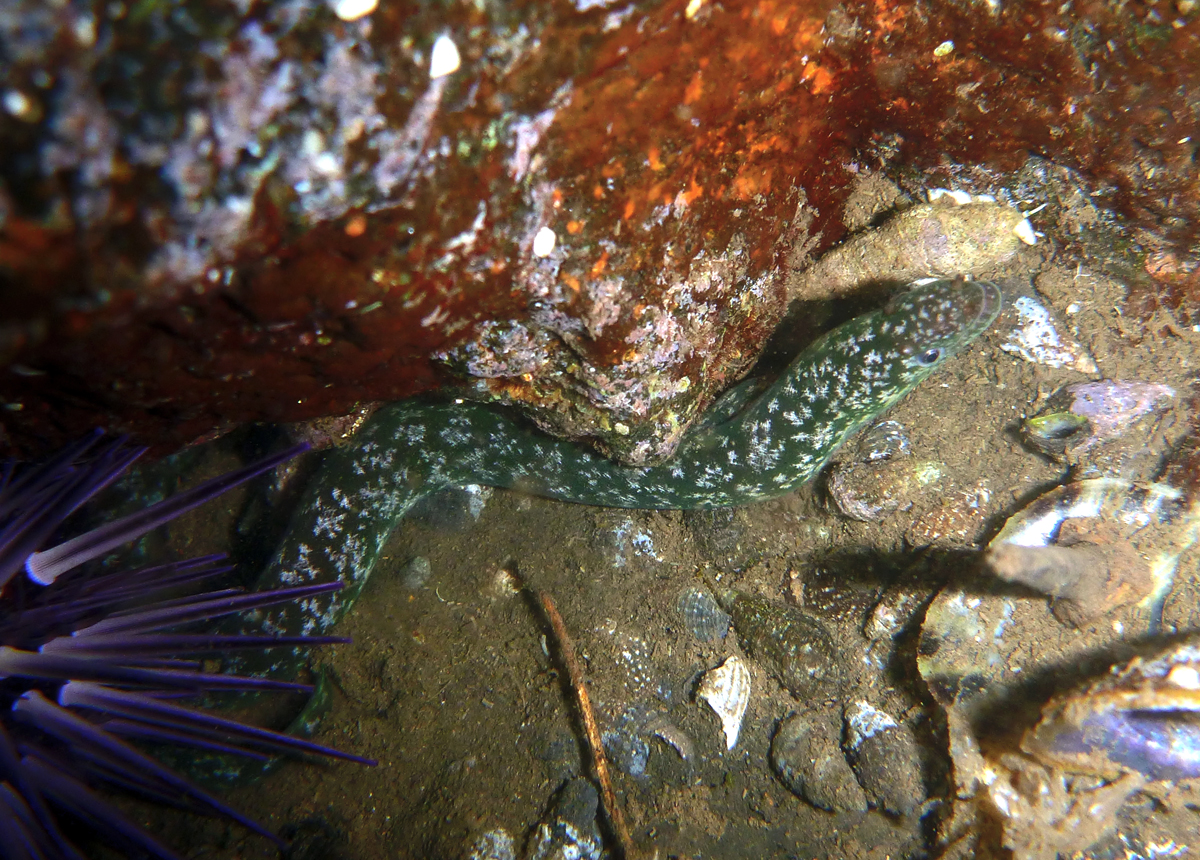
Uropterygius xanthopterus
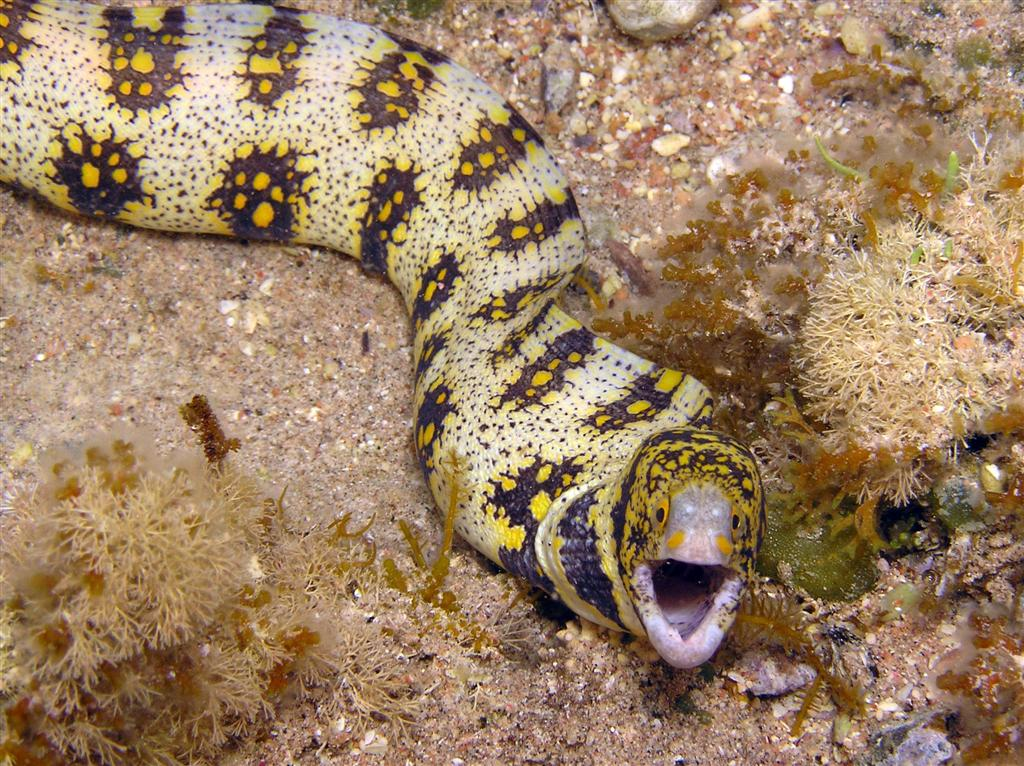
Echidna nebulosa
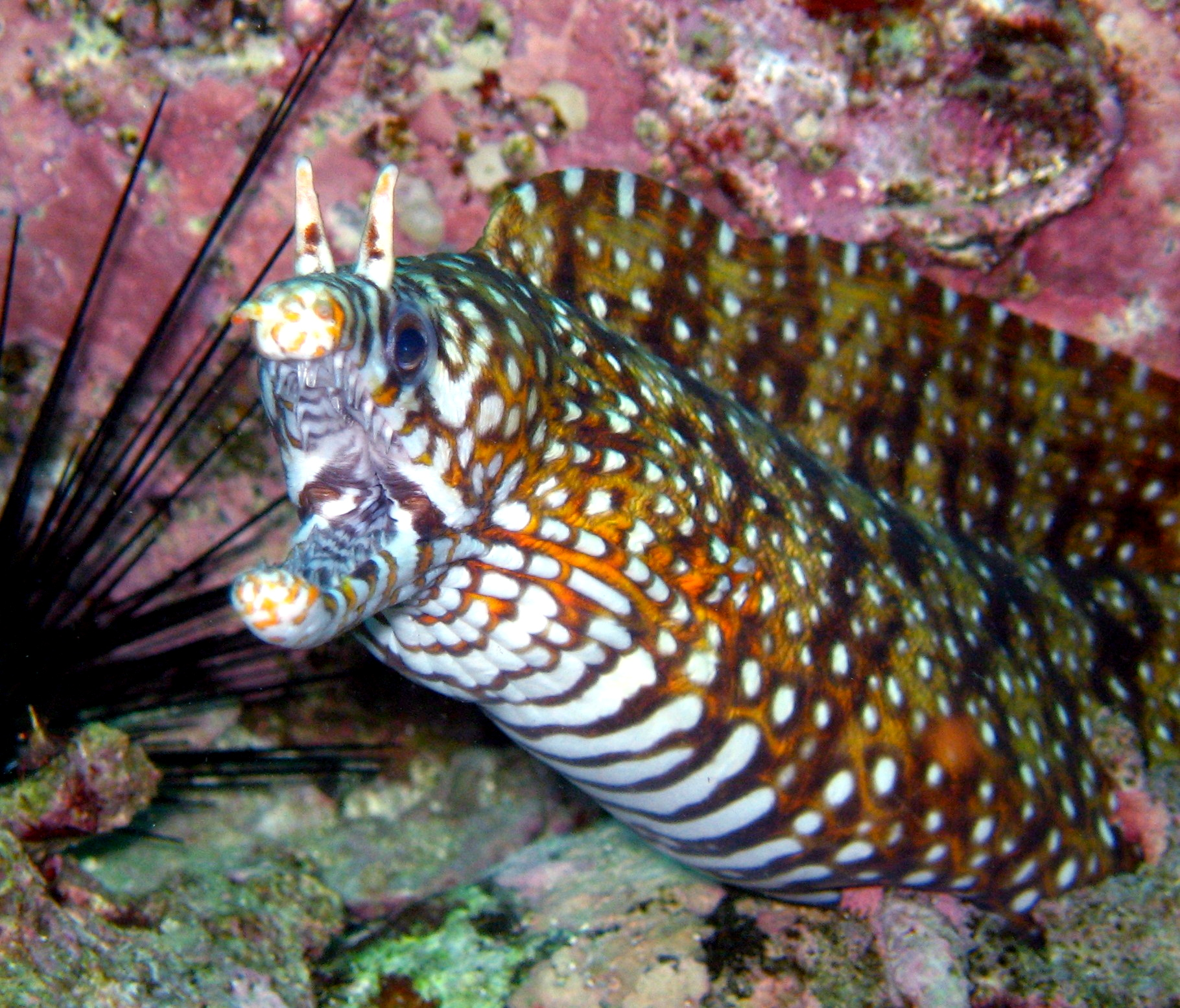
Enchelycore pardalis
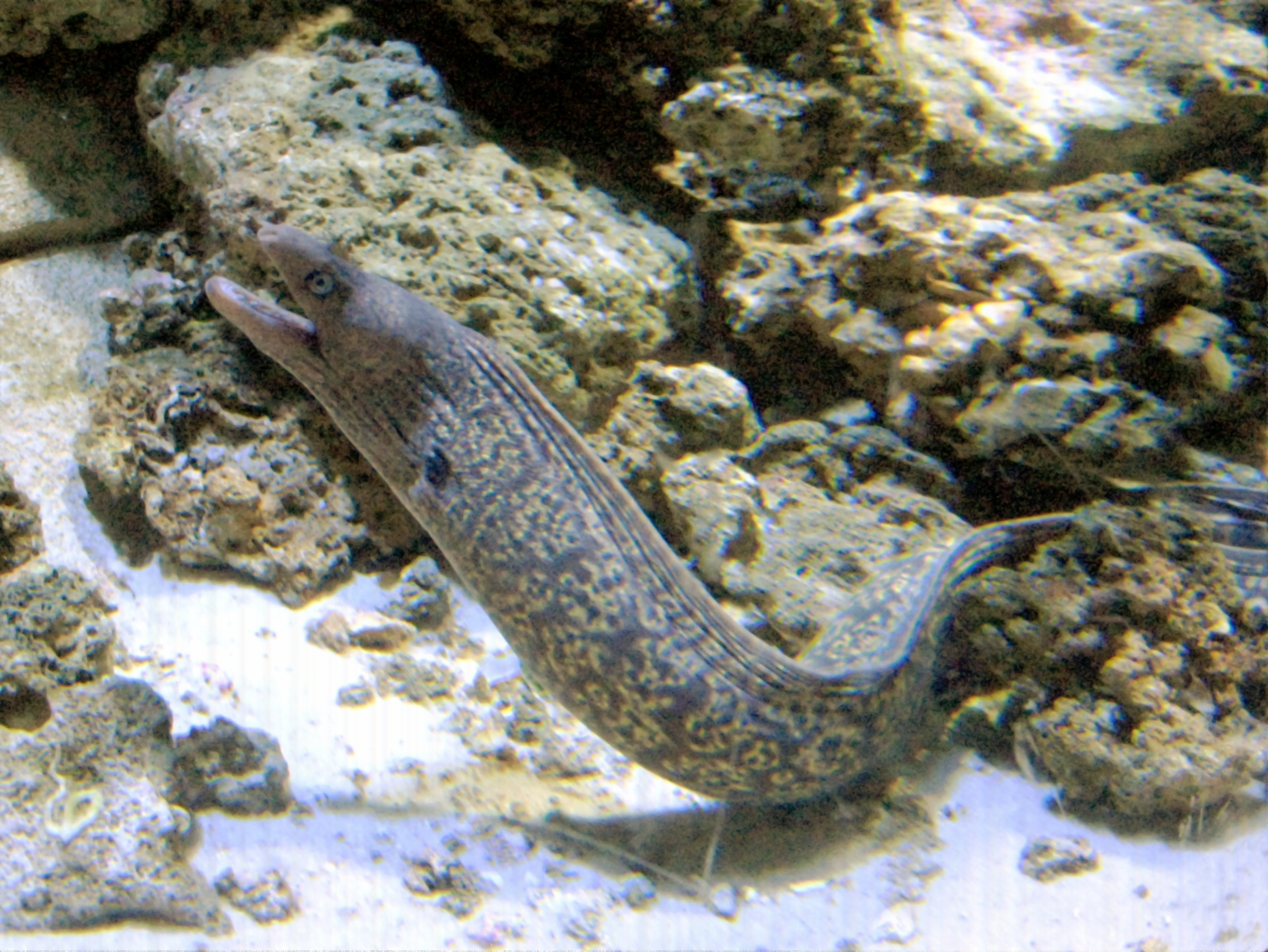
Muraena helena
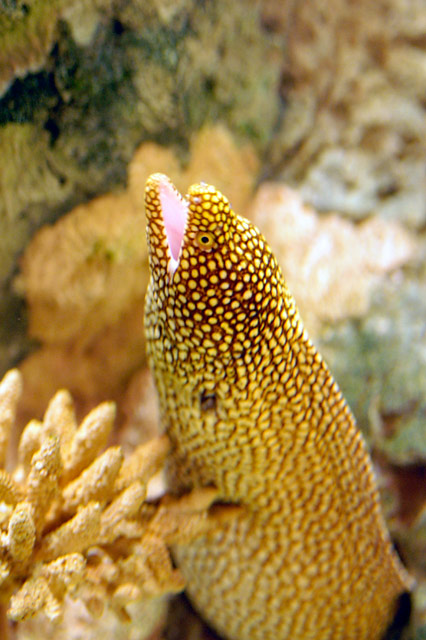
Gymnothorax mordax
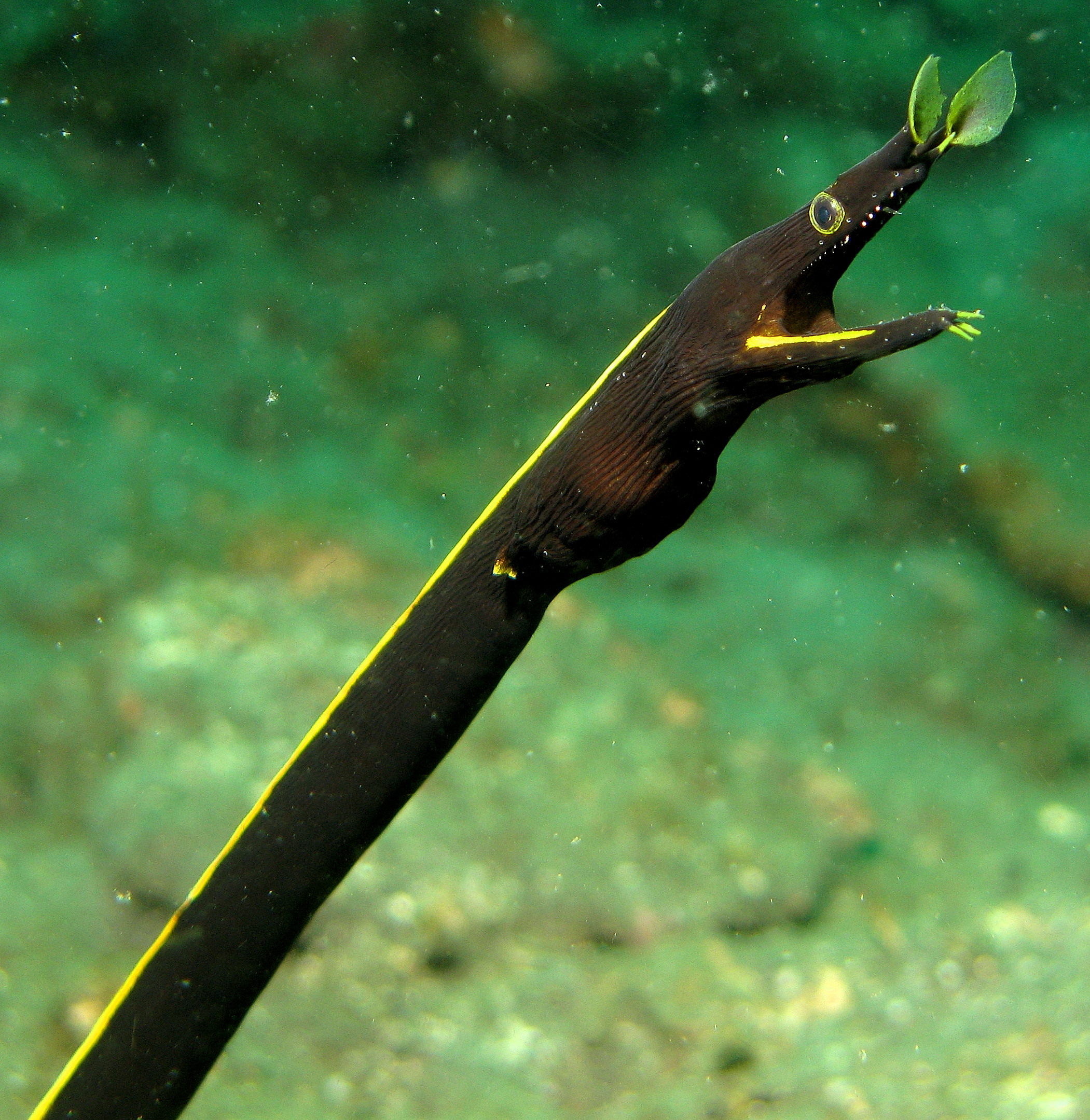
Rhinomuraena quaesita